# Superzware tank

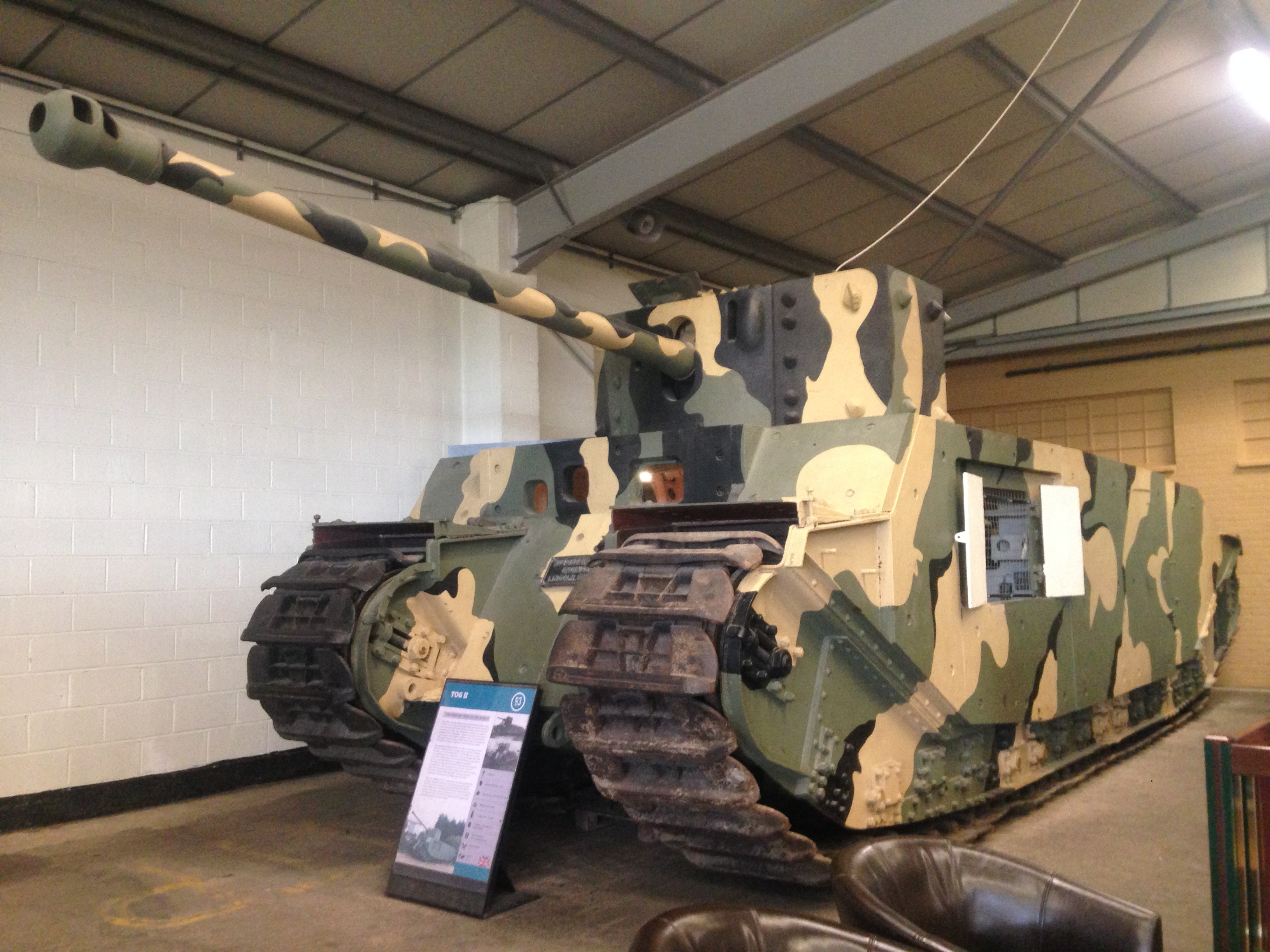
De Britse TOG 2 in het Bovington Tank Museum

Een superzware tank is een tank die meer dan 75 ton weegt. In de loop van de geschiedenis zijn er verschillende ontwikkelingsprogramma's gestart om superzware tanks te ontwikkelen. Het grootste doel was om vijandelijke verdedigingswerken te kunnen doorbreken zonder gevaar voor vernietiging van de tank. Deze tanks werden vooral ontwikkeld tijdens de Eerste en Tweede Wereldoorlog en de Koude Oorlog.

## Geschiedenis

### Eerste Wereldoorlog
De allereerste superzware tank werd ontwikkeld door de Russische ingenieur Vasily Mendeleyev die van 1911 tot 1915 werkte aan een ontwerp. De tank werd zo ontwikkeld dat de wapens uit die tijd geen schade konden toebrengen aan de tank. Uiteindelijk werd het project niet uitgevoerd omdat het te veel geld kostte. De tank werd gevolgd door de Britse Flying Elephant en de Duitse K-Wagen. Van de laatste waren twee in ontwikkeling toen de oorlog was afgelopen, waarna deze werden vernietigd.

### Tweede Wereldoorlog
Tijdens de Tweede Wereldoorlog waren er superzware tanks bij alle grote spelers in ontwikkeling. Adolf Hitler steunde projecten als de 188 ton zware Maus, de 1000 ton zware Ratte en de 1500 ton wegende Monster.
De Britse, Amerikaanse en Russische tanks leken qua ontwerp allemaal op de Duitse Jagdtiger. Geen van de ontworpen tanks is ingezet bij gevechten.

### Koude Oorlog
Tijdens de Koude Oorlog was vooral de Sovjet-Unie bezig met het ontwikkelen van een aantal superzware tanks. Een voorbeeld is Object 279. In vergelijking met de andere Russische tanks kan deze tank bestempeld worden als een superzware tank. Desondanks was de tank niet veel zwaarder dan de gemiddelde Amerikaanse en Britse zware tank uit die periode.

## Lijst van superzware tanks

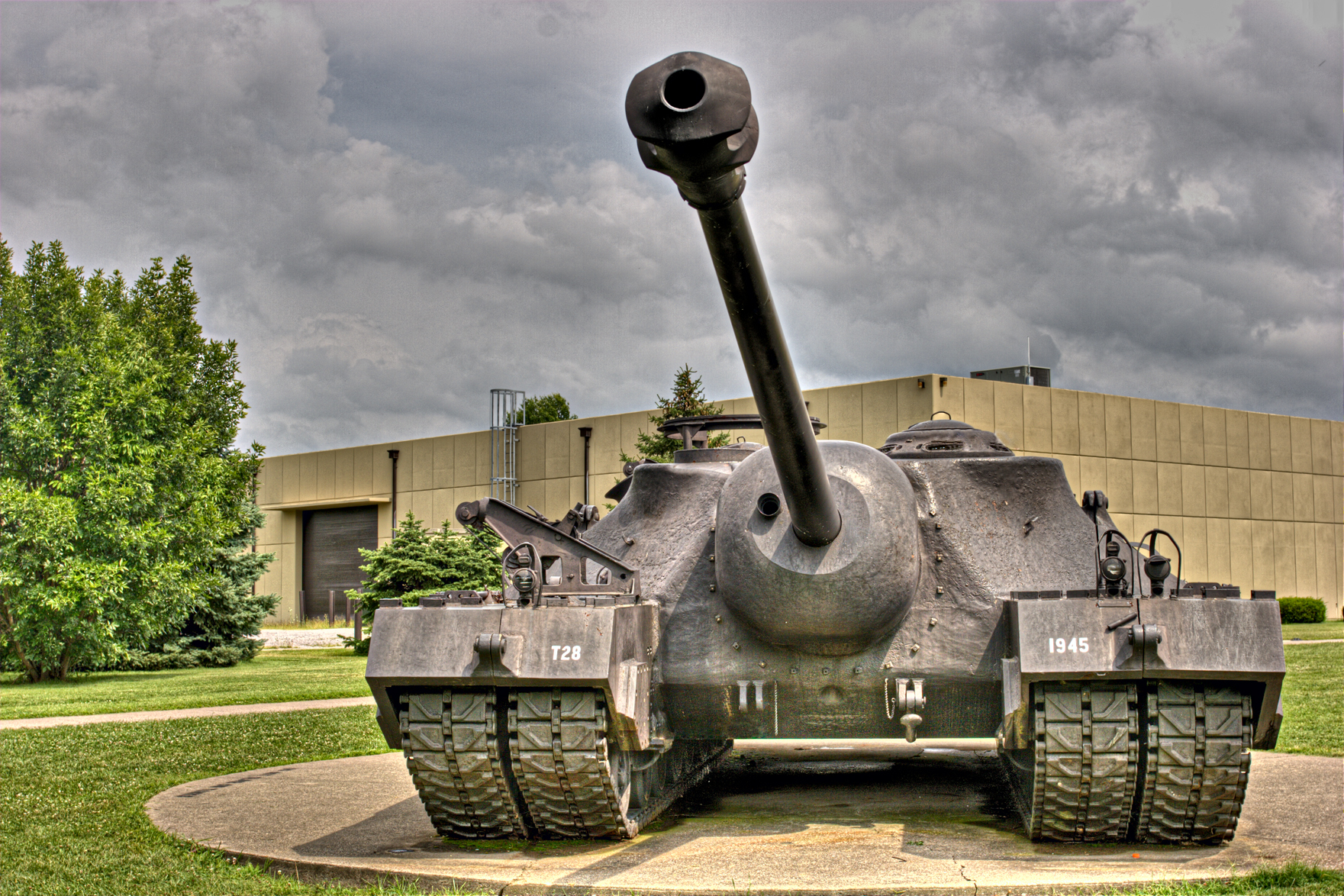
De T28 in het General George Patton Museum.

### Amerikaans
- T28 Super Heavy Tank: de ontwikkeling van dit 86 ton zwaar gemechaniseerd geschut startte in 1943. 25 tanks waren bedoeld ontwikkeld te worden, waarvan uiteindelijk 2 prototypes werden gebouwd. Deze prototypes werden echter nooit gebruikt.

### Brits
- TOG 1 & TOG 2: De ontwikkeling van de TOG werd gestart in 1939. Twee prototypes werden uiteindelijk gebouwd, een in 1940 (TOG 1) en een in 1941 (TOG 2). De tanks werden echter beschouwd als te log en zwaar en zijn nooit in productie genomen.
- Tortoise: De Tortoise was eigenlijk een gemechaniseerd geschut (kanon in niet-draaibare koepel) en woog 78 ton. Het geschut werd ontworpen in 1944. Het ontwerp werd in productie genomen, maar er zijn er maar zeven van gebouwd. Deze zijn echter wel getest en bleken een betrouwbaar en goed platform te zijn.
- Flying Elephant: De Flying Elephant was een ontwerp van een tank die vooral werd ontwikkeld omdat de Mark I vernietigd kon worden met een mortier of met zware machinegeweren. Men wilde een tank die sterker was. Uiteindelijk werd de ontwikkeling van de Flying Elephant in 1916 afgeblazen omdat men vond dat de verdediging van de tank meer moest komen uit mobiliteit dan bepantsering.

### Frans
- Char 2C: In de 1921 zijn een tiental van deze tanks ontwikkeld. Deze tanks zijn de grootste operationele tanks die ooit gemaakt zijn en werden gebruikt tot aan 1940.
- FCM F1: Deze tank werd ontwikkeld tijdens het interbellum. In 1940 werden twaalf van deze tanks besteld ter vervanging van de Char 2C, maar de tanks zijn nooit geproduceerd.

### Duits

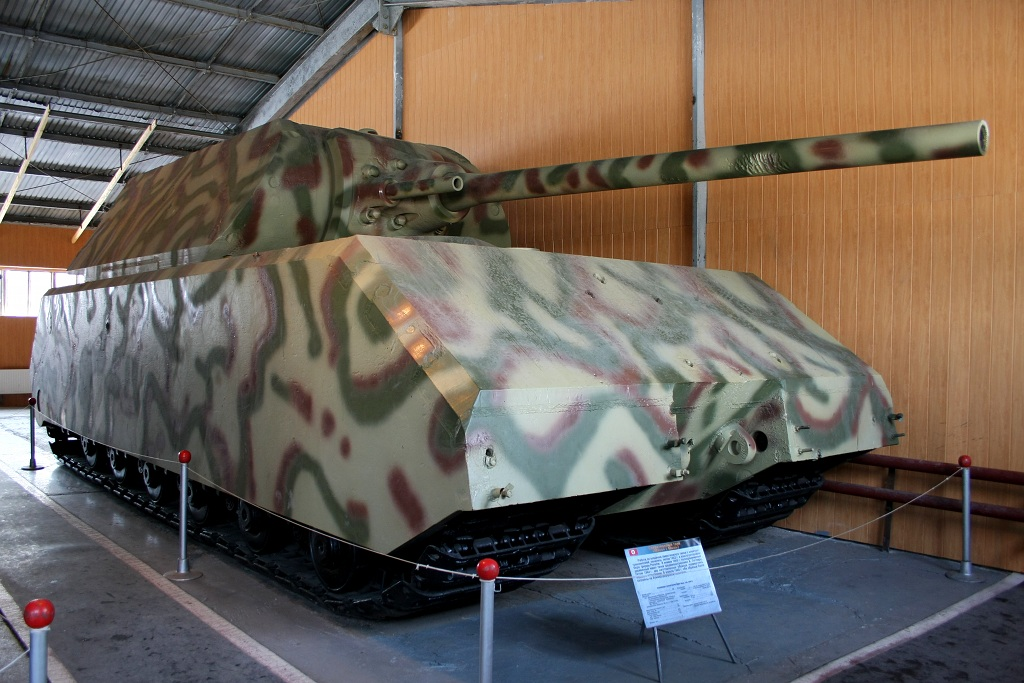
De Duitse Maus, het grootste gebouwde superzware tankprototype ter wereld.

- K-Wagen: Tegen het einde van de Eerste Wereldoorlog waren bijna twee tanks van dit type geproduceerd. Nadat de oorlog afgelopen was, werden de twee tanks in aanbouw vernietigd.
- Panzer VII Löwe: De Löwe werd ontwikkeld voor het Duitse Rijk, maar de ontwikkeling werd stopgezet omdat Hitler koos voor de Maus.
- Panzerkampfwagen VIII Maus: Deze tank was Hitlers trots en was in zijn ogen de toekomst. Twee prototypes werden gebouwd, maar werden beiden in beslag genomen door de Sovjet-Unie tijdens de oorlog. Een van de prototypes is te zien in het Kubinka Tank Museum in Rusland. De tank woog 188 ton. Daar veel bruggen dit gewicht niet konden dragen, werd er gepland dat de tank over de rivierbedding zou rijden (max. 8 meter diep) voorzien via een kabel van stroom door een andere Maus-tank.[1]
- Panzerkampfwagen E-75: Deze tank werd ontwikkeld ter vervanging van de Tiger II en zou 95 ton gaan wegen. De tank is nooit gebouwd.
- Panzerkampfwagen E-100: De E-100 woog 140 ton. Deze tank kreeg minder prioriteit dan de Maus die gelijktijdig ontwikkeld werd. Aan het einde van de oorlog was er één chassis zonder koepel klaar[2]. Dit exemplaar werd in beslag genomen door de Britten en vernietigd.
- Landkreuzer P. 1000 Ratte: De Ratte zou 1000 ton gaan wegen. Hitler was ervan overtuigd dat, door de wapenwedloop met de Sovjet-Unie, er elk jaar een nieuwe en sterkere tank ontwikkeld moest worden. De opvolger van de Tiger I werd de Tiger II. Deze kreeg de Maus als opvolger, waarna de Ratte de opvolger moest worden van de Maus. Het idee was om het kanon van een slagkruiser op de Ratte te plaatsen. Er is nooit een Ratte gebouwd.
- Landkreuzer P. 1500 Monster: Een gemotoriseerd geschut dat 1500 ton zou wegen. Wanneer het project werd afgelast, waren alleen de rupsbanden geproduceerd. De bedoeling was om het kanon van de Schwerer Gustav op dit geschut te plaatsen.

### Japans
- De O-I reeks: De superzware tank woog 130 ton. Een exemplaar werd gebouwd in 1944 en naar Mantsjoerije gebracht. De ultrazware tank was een modificatie van de hiervoor genoemde superzware tank met daarop vier kanonnen. Deze werd nooit ontwikkeld.

### Sovjet-Unie

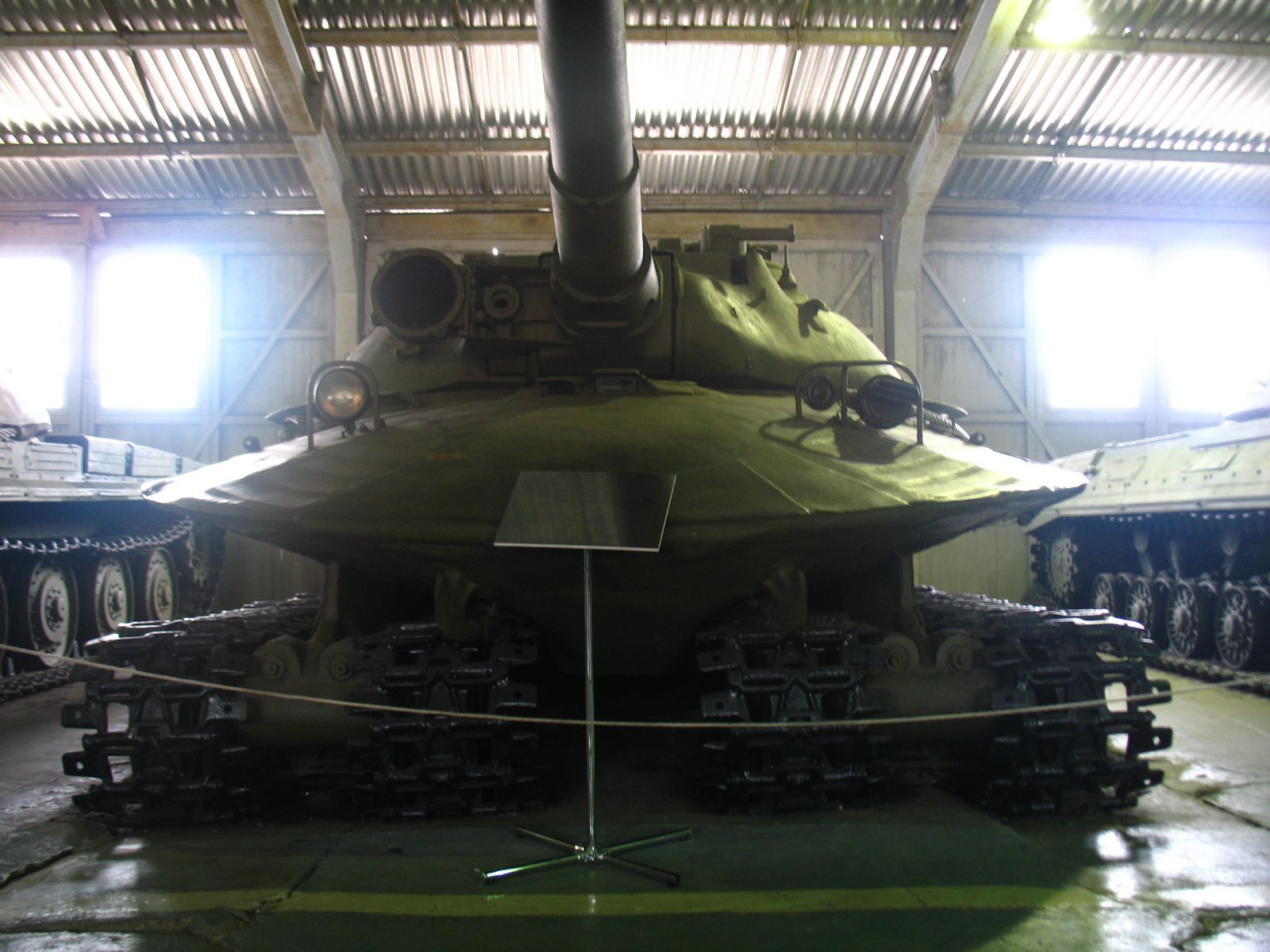
Object 279, een prototype gebouwd door de Sovjet-Unie tijdens de Koude Oorlog.

- T-42 superzware tank: Een prototype werd afgerond in 1932 en woog 100 ton. De tank had een 107 mm kanon met vier secundaire machinegeweren.
- KV-4: Deze tank werd bedacht tijdens de Tweede Wereldoorlog en zou een kanon van 107 mm en 45 mm krijgen. Er werden nooit KV-4's geproduceerd.
- KV-5: De KV-5 zou een 107 mm kanon krijgen met voor het kanon een machinegeweer. De KV-5 is nooit gebouwd.
- IS-7: De IS-7 zou 68 ton wegen en een 130mm-marinekanon, infrarood nachtkijker, 8 machinegeweren en bepantsering van 220 tot 300 mm dikte krijgen. Er zijn drie prototypes gebouwd.
- Object 279: Object 279 werd gebouwd in 1957 en woog 60 ton. Een prototype is gebouwd en getest.